# Джеремі Карвер
Джеремі Карвер (англ. Jeremy Carver) — американський сценарист і продюсер телебачення, найвідоміший своєю роботою у телесеріалі «Надприродне» на телеканалі The CW Television Network і як один з творців американської версії серіалу «Бути людиною». Одружений з однією із творців серіалу — Анні Фрике.

## Кар'єра
Кар'єра Карвера почалася в 2004 р., коли він був консалтинговим сценаристом на телебаченні у телепілоті серіалу «Безстрашний», заснованого на серії романів Франсіна Паскаля. У 2006 р. він написав сценарій для епізоду телесеріалу CBS «Безстрашний», проте серіал був скасований до прем'єри епізоду. У 2007 р. він почав роботу над телесеріалом «Надприродне» як сценарист і редактор сюжету. Він став співпродюсером п'ятого сезону. За три сезони на шоу Карвер є автором або співавтором одинадцяти серій. Відтак він працював виконавчим продюсером для телесеріалу «Бути людиною», який отримав продовження з третім сезоном. Після закінчення 11-го сезону «Надприродного» Джеремі Карвер перейшов до роботи над новим серіалом CW «Частота» (англ. Frequency), прем’єра якого відбудеться в жовтні 2016 року.

## Фільмографія
Станом на  20.09.2020
Продюсер
- 2019—2020 — «Фатальний патруль» (телесеріал), виконавчий продюсер — 19 епізодів
- 2019 — «Блудний син» (телесеріал), консультант-продюсер — 4 епізоди
- 2012—2018 — «Надприродне» (телесеріал), виконавчий продюсер — 136 епізодів
- 2009—2010 — «Надприродне» (телесеріал), співпродюсер — 22 епізоди
- 2016—2017 — «Радіохвиля» (телесеріал), виконавчий продюсер — 13 епізодів
- 2011—2013 — «Бути людиною» (телесеріал), виконавчий продюсер — 39 епізодів

Сценарист
(разом указані: оригінальний сценарист, розробник фабули, автор телесценарію та інше)
- 2019—2020 — «Фатальний патруль» (телесеріал) — 25 епізодів
- 2019 — «Блудний син» (телесеріал) — 1 епізод
- 2016—2017 — «Радіохвиля» (телесеріал) — 11 епізодів
- 2007—2015 — «Надприродне» (телесеріал) — 19 епізодів
- 2011—2014 — «Бути людиною» (телесеріал) — 52 епізоди
- 2006 — «Берегова лінія» (англ. Waterfront, телесеріал) — 1 епізод
- 2004 — «Безстрашний» (англ. Fearless, телешоу) — 1 епізод, не вийшов

Редактор
- 2007—2009 — «Надприродне» (телесеріал) — 38 епізодів